# Xysticus roonwali
Xysticus roonwali is een spinnensoort uit de familie van de krabspinnen (Thomisidae).
De wetenschappelijke naam van de soort werd in 1964 gepubliceerd door Benoy Krishna Tikader.